# Leyland Lion (B21)

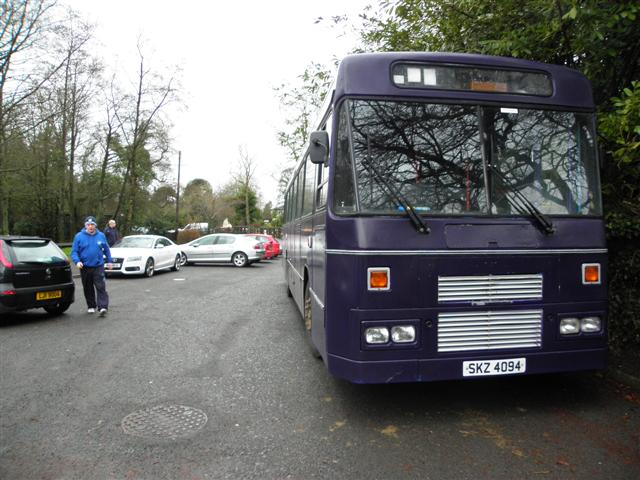
Leyland Lion (B21) 1985

Der Leyland B21 war ein Busfahrgestell des britischen Nutzfahrzeugherstellers Leyland Motors. Der Typ wurde in geringer Stückzahl von 1981 bis 1985 ausschließlich für den Export gebaut. Er wurde auch als Leyland Lion vermarktet. Leyland hatte den Namen zuvor bereits für andere Busse benutzt.
Basis des Fahrgestells war der Leyland National, der mit Komponenten des Bristol RE komplettiert wurde. Als Motor kam mit dem O.510 ein aufgeladener Sechszylinder-Dieselmotor von Leyland mit einem Hubraum von 8,3 l oder ein Dieselmotor 671GM von Detroit Diesel in Verbindung mit einem Automatikgetriebe zum Einsatz.
Insgesamt wurden nur 69 Fahrgestelle gefertigt. Davon wurden sechs nach Nordirland an Citybus bzw. Ulsterbus geliefert, zwei Exemplare gingen nach Dänemark an die Danske Statsbaner und einer nach Belgien. Fünf Busse, die für den öffentlichen Personennahverkehr in Tel Aviv bestellt waren, wurden wegen Rücknahme der Bestellung nicht ausgeliefert und kamen schließlich in Ipswich zum Einsatz. Alle anderen Busse wurden nach Australien an verschiedene Betreiber geliefert, die meisten davon nach Darwin und Perth, dabei bevorzugten die australischen Kunden die Ausstattung mit dem amerikanischen Motor. Diese Busse wurden als Completely-Knocked-Down-Kit geliefert und erhielten vor Ort ihren Aufbau, meist von der Pressed Metal Corporation. Konfiguriert waren sie als Linienbusse mit 41–45 Sitzplätzen. Die in England bzw. Nordirland verbliebenen Busse erhielten einen Aufbau von Alexander mit bis zu 53 Sitzplätzen.